# Четвертное владение
Четвертное владение (также четвертное право) — вид землевладения в Российской империи; число четвертей земли, наследственно закреплённых за одной семьёй без права продажи. Возникло из поместного владения. По реформе крестьян 1866 года превратилось в полную частную собственность.
Владельцы этих земель, хотя иногда и назывались четвертными крестьянами — потомки детей боярских и дворян, а также казачьей элиты и татарских мурз — служилых людей, получавших землю за службу. В дворянах оставались те владельцы четвертной земли, у которых все дети служили. Владельцев, которые не хотели идти в службу, перечисляли в однодворцев. Многие владельцы имели родословное дерево (генеалогические таблицы).
Так, родословное дерево сохранилось у крестьян Ромодановских, которые говорят о себе, что они князья. И действительно, из имеющейся у них грамоты видно, что они произошли от Мурзы. Они доходили даже до Петербурга хлопотать о восстановлении княжеского достоинства, да ничего не вышло — денег не хватило. Документы были у всех, но затем у одних были потеряны, у других — отобраны и не возвращены.
Рядом с крестьянами могли находиться землевладельцы из столбовых дворян, произошедшие от одного и того же рода с крестьянами, но выделившиеся; таковы Шаховцевы. Также, например, существовал крестьянский посёлок, где все крестьяне носили фамилию Звегинцевых, и крупные землевладельцы рядом — тоже Звегинцевы. Покосы, лесные угодья и выгоны до 1870 г. были у таких крестьян в общем владении с крупными землевладельцами. У мелких же землевладельцев из дворян земли оставались в общем владении с крестьянами, владельцами четвертных земель, и даже порядки применялись те же, что и в крестьянском владении. Так, покос делился ежегодно между крестьянами и дворянами; точно также лес. Одна часть при этом делилась по четвертям, соответственно доли каждого; другая же по печам — на дворян и крестьян. У четвертных крестьян были раньше свои крестьяне.

## Юридические особенности
Служилые люди, поселенные на каких-то территориях для военной охраны границ, получали довольно обширные земельные наделы в пользование по особым царским грамотам. Владение этими поместьями было персональным, тогда как большая часть земли находилась в пользовании крестьянской общины и облагалась подушной податью. Четвертные владения податью не облагались.
Обычно четвертные землевладельцы одного селения имели одну или две фамилии, указывавшие на одного — двух предков дворянского сословия (или татарских мурз, перешедших на русскую службу). Точных документов об именах и званиях этих предков и о количестве земли, которая была им пожалована, у многих не сохранилось. Отсутствие документов нередко приводило к спорам.
Четвертные владения переходили по наследству.
- Сыновьям, если после смерти владельца у него не оставалось незамужних дочерей. Участки могли назначаться неравные.
- Сыновьям и незамужним дочерям в каких-либо долях. Замужние дочери по смерти отца ничего не получали.
- При отсутствии сыновей землю и другое имущество наследовали все дочери, даже замужние.
- При отсутствии детей наследовали боковые линии родства.

## Взаимодействие с общиной
Крестьяне-общинники («душевые») называли четвертных крестьян однодворцами, которыми, как известно, были неслужащие дворяне. Сами четвертные владельцы называли себя «лапотными дворянами».
Все это позволяет заключить, что четвертные земли — есть земли, пожалованные служилым людям на семейно-наследственном праве, причём они наделялись «четвертями» земли.
Общинные же порядки явились результатом общих экономических условий крестьянского хозяйства, которые предусматривали распределение земельных участков в пользование по душам мужского пола в каждом домохозяйстве (уравнительный передел).

## Послереформы 1861 года
Если наследственные подворные участки были сравнительно велики, у них не было резона примкнуть к крестьянской общине, так как при подушном разделе им домохозяевам досталось бы меньше земли.
Однако дробление участков при наследовании заставляло некоторых государственных крестьян устанавливать у себя мирское землевладение, однако часть владельцев собственных наделов к миру не присоединялась, что привело к появлению чересполосицы и селений со смешанным землевладением: общинным и участковым.
После передачи земли крестьянам в выкуп участковое и общинное (мирское) землевладение было обложено государственной оброчной податью и утверждено во владенных записях, выданных в 1868 г., где были обозначены в именных реестрах все домохозяева, количество принадлежавшей каждому земли и причитающийся за нее размер подати.